# Сена и Марна
Се́на и Ма́рна (фр. Seine-et-Marne) — департамент Франции, один из департаментов региона Иль-де-Франс. Порядковый номер — 77. Административный центр — Мелён. Население — 1 347 008 человек (10-е место среди департаментов, данные 2010 г.).

## География
Площадь территории — 5915 км².
Департамент включает 5 округов (Мо, Мелён, Провен, Фонтенбло, Торси), 23 кантона и 507 коммун.

## История
В захоронении в Бутье-Буланкур (Buthiers-Boulancourt), относившемся к культуре линейно-ленточной керамики, где находились останки пожилого мужчины, жившего 6,9 тыс. лет до н. э., отсутствовали кости запястья и части левой руки. Учёные установили, что они были удалены в ходе хирургической операции, предположительно с применением обеззараживания и анестезии.
Сена и Марна — один из первых департаментов, образованных во время Великой французской революции в марте 1790 года. Возник на территории бывших провинций Иль-де-Франс и Шампания. Название происходит от рек Сена и Марна.